# Змеехвостые угри
Змеехвостые угри (лат. Ophisurus) — род морских лучепёрых рыб из семейства острохвостых угрей (Ophichthidae). Распространены в тропических и тёплых умеренных водах всех океанов.

## Описание
Тело длинное, змеевидное, без чешуи. Длина рыла в 4 раза меньше длины головы; челюсти взрослых особей тонкие и удлиненные, не полностью закрываются. Длина ротовой щели в 2 раза больше высоты головы. Зубы клыковидные, острые, загнуты назад. Анальное отверстие расположено в передней половине тела, поэтому хвостовая часть длиннее остальной части тела. Спинной и анальный плавник длинные и низкие. Грудные плавники хорошо развиты, больше жаберных отверстий. Брюшные и хвостовой плавник отсутствуют.
Морские донные рыбы. Обитают на континентальном шельфе на глубине до 300 м над песчаными и илистыми грунтами. В дневные часы зарываются в грунт, над поверхностью видны только рыло и глаза.

## Классификация
В состав рода включают 2 вида:
| Изображение | Название                              | Ареал                                            | Глубина обитания, м | Максимальная длина тела, см | FishBase |
| ----------- | ------------------------------------- | ------------------------------------------------ | ------------------- | --------------------------- | -------- |
|             | Ophisurus macrorhynchos Bleeker, 1853 | Индо-Тихоокеанская область                       |                     | 140                         | [ 4 ]    |
|             | Ophisurus serpens (Linnaeus, 1758)    | Тропические и тёплые умеренные воды всех океанов | 0—300               | 250                         | [ 5 ]    |